# Бёнзак
Бёнза́к (фр. Bunzac) — коммуна во Франции, находится в регионе Пуату — Шаранта. Департамент — Шаранта. Входит в состав кантона Ла-Рошфуко. Округ коммуны — Ангулем.
Код INSEE коммуны — 16067.

## География
Коммуна расположена приблизительно в 390 км к юго-западу от Парижа, в 100 км южнее Пуатье, в 16 км к востоку от Ангулема.
Через коммуну с юга на север протекает река Бандья, приток реки Тардуар.

## Население
Население коммуны на 2008 год составляло 454 человека.
| 1962 | 1968 | 1975 | 1982 | 1990 | 1999 | 2008 |
| ---- | ---- | ---- | ---- | ---- | ---- | ---- |
| 369  | 348  | 322  | 314  | 332  | 309  | 454  |

## Администрация
| Период | Период | Фамилия             | Партия | Примечания |
| ------ | ------ | ------------------- | ------ | ---------- |
| 1971   | 1989   | Ролан Брюне         |        |            |
| 1989   | 2014   | Ксавье Шейньо-Дюпюи |        |            |

## Экономика
В 2007 году среди 289 человек в трудоспособном возрасте (15—64 лет) 218 были экономически активными, 71 — неактивными (показатель активности — 75,4 %, в 1999 году было 70,4 %). Из 218 активных работали 199 человек (112 мужчин и 87 женщин), безработных было 19 (9 мужчин и 10 женщин). Среди 71 неактивных 25 человек были учениками или студентами, 25 — пенсионерами, 21 были неактивными по другим причинам.

## Достопримечательности
- Приходская церковь Нотр-Дам в романском стиле (XII век). Исторический памятник с 1934 года[3]
- Замок Деффан

## Фотогалерея

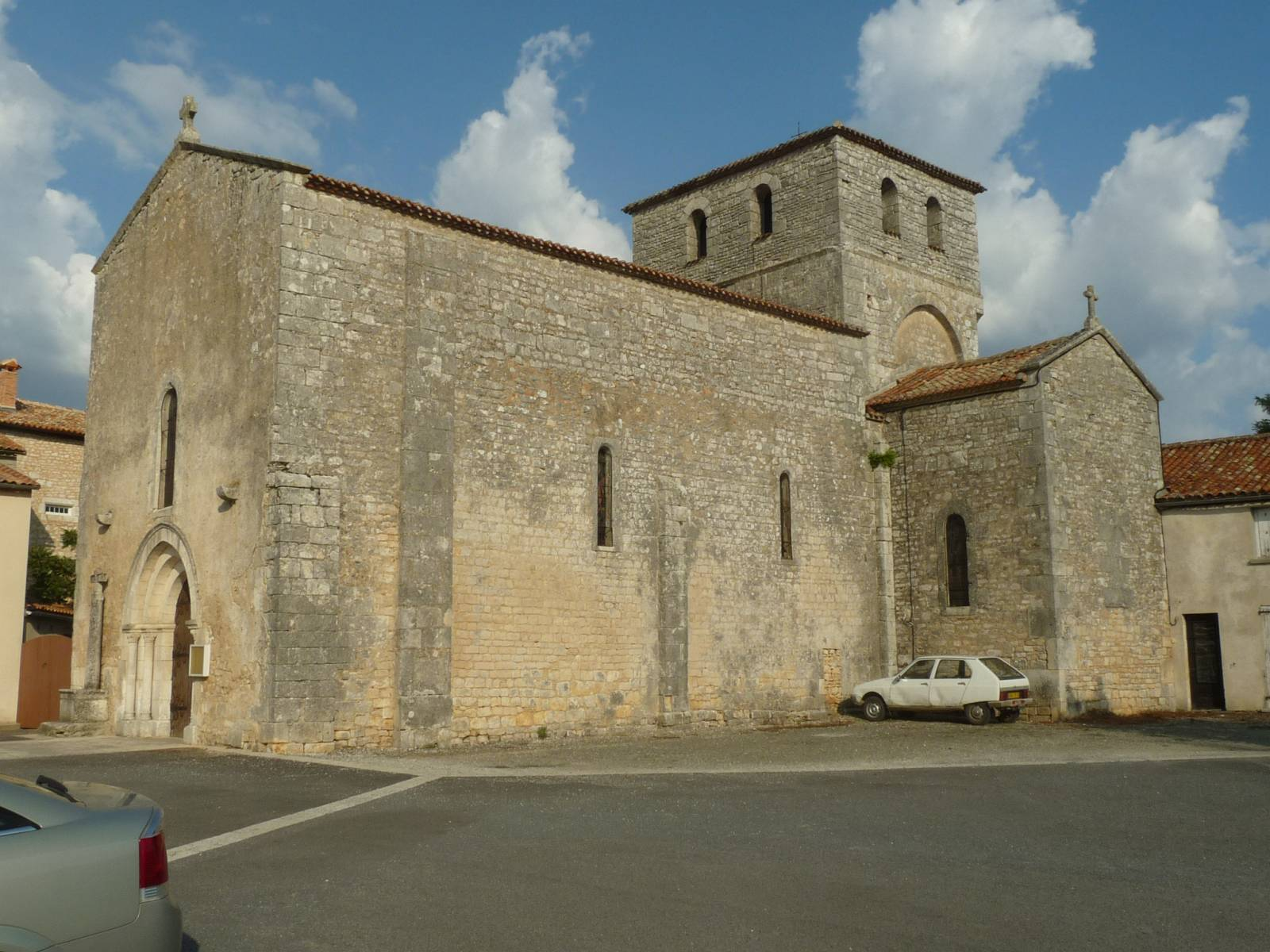
Церковь Нотр-Дам
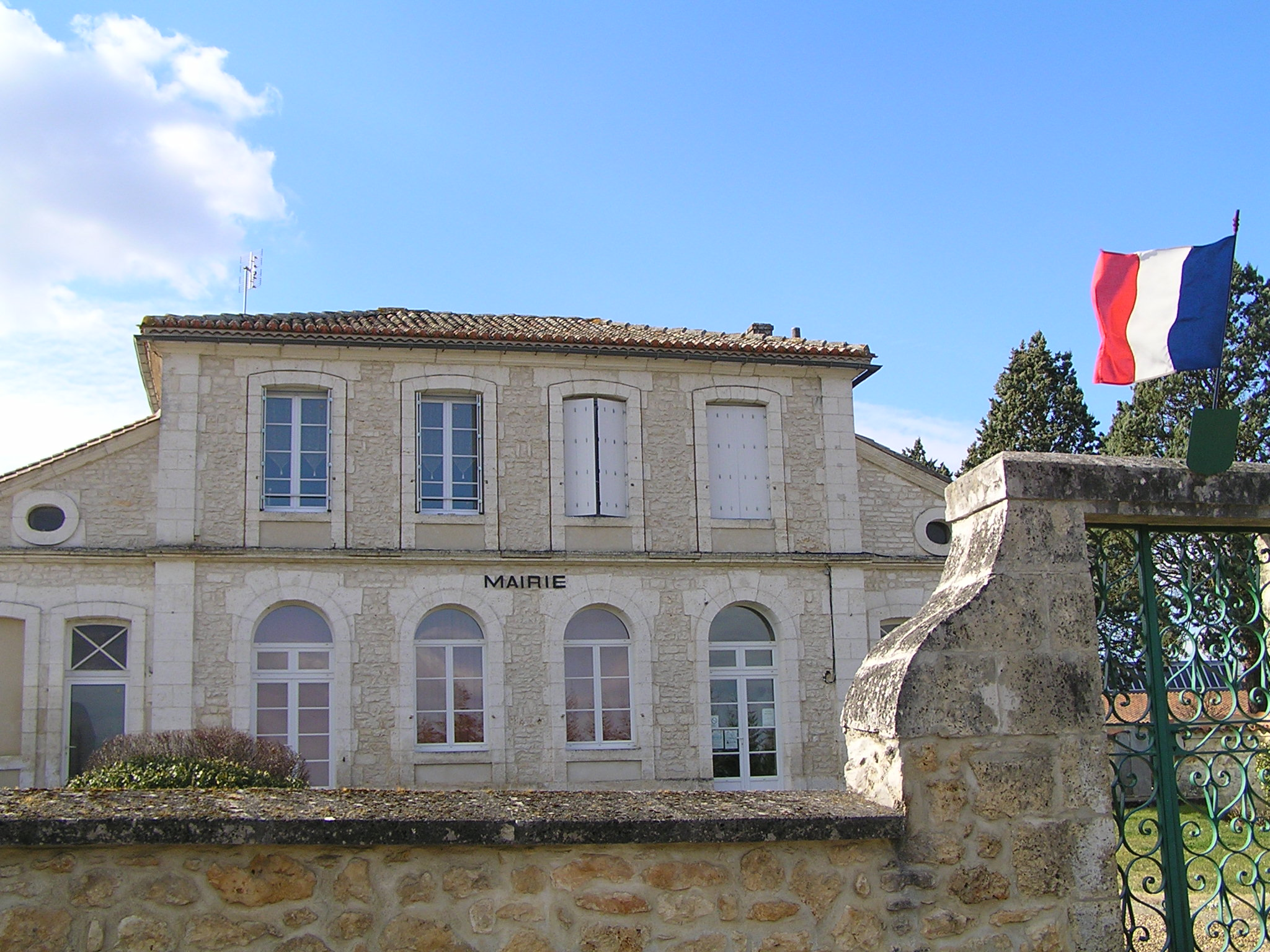
Мэрия
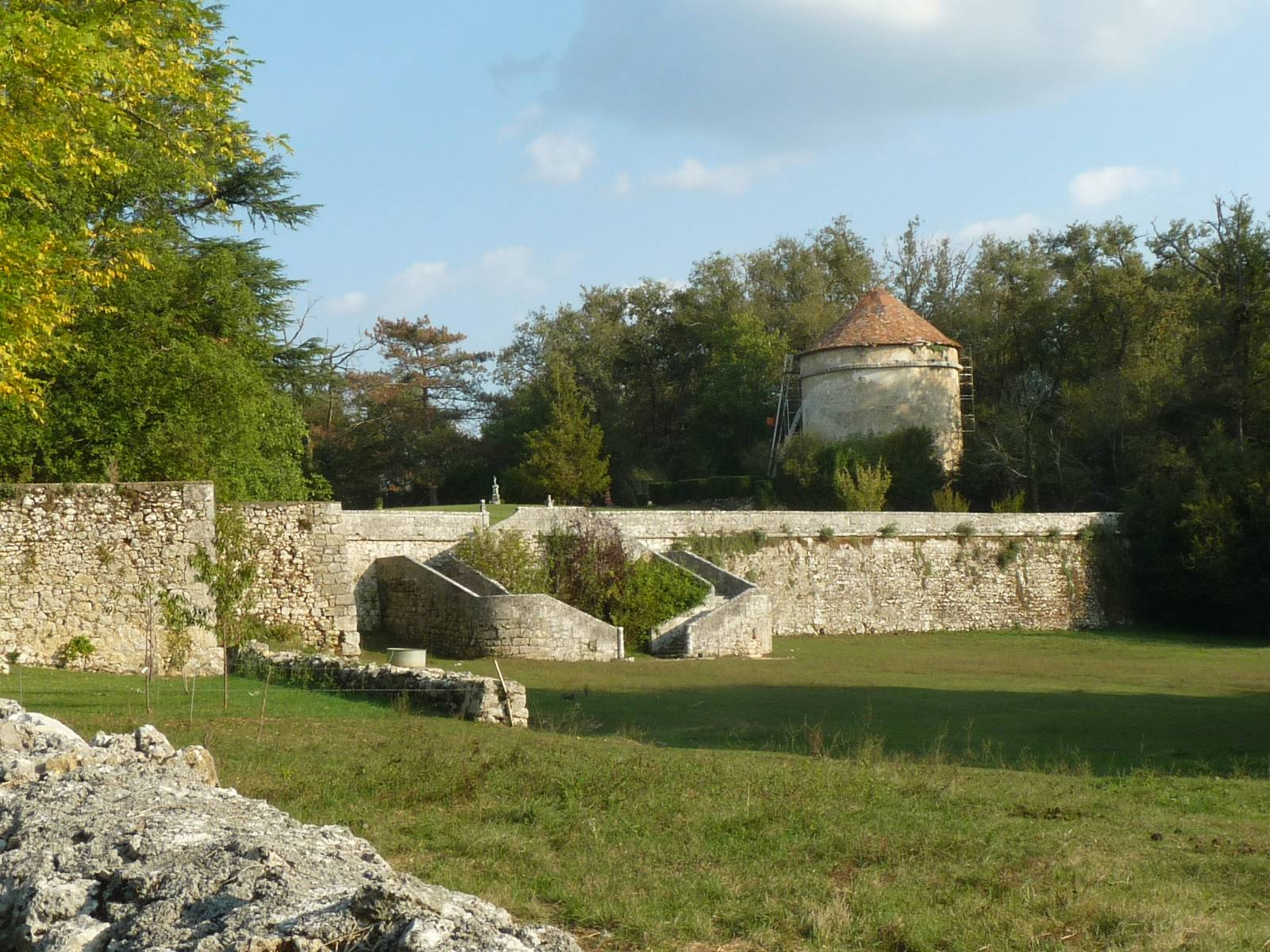
Парк замка Деффан
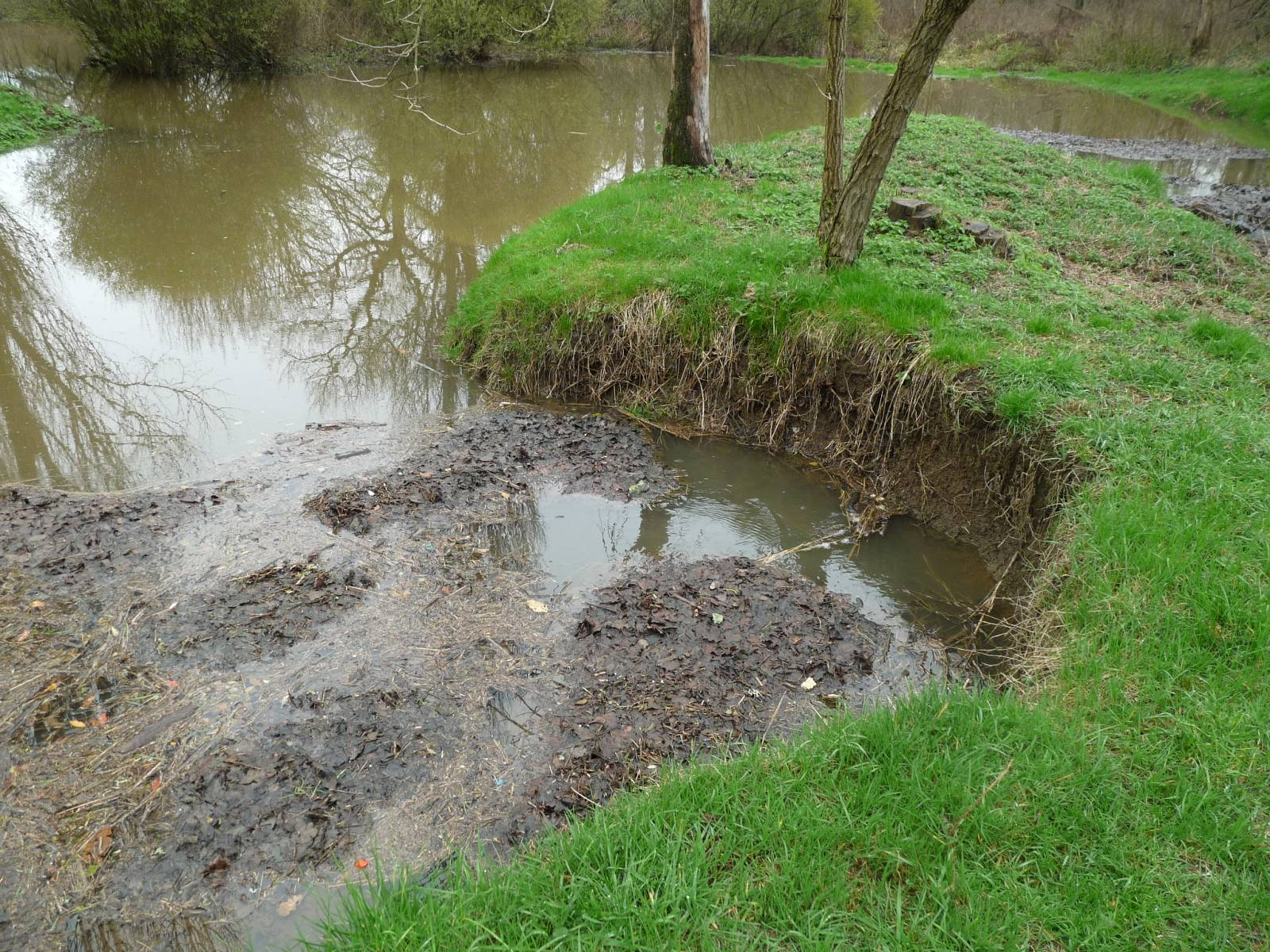
Река Бандья